# Cédric Faiche
 (mars 2010).
Si vous disposez d'ouvrages ou d'articles de référence ou si vous connaissez des sites web de qualité traitant du thème abordé ici, merci de compléter l'article en donnant les références utiles à sa vérifiabilité et en les liant à la section « Notes et références ».
Cédric Faiche est un journaliste français de télévision.

## Biographie
Né à Dreux, Cédric Faiche fréquente notamment le lycée Rotrou de la ville. Il est diplômé de l'Institut universitaire de technologie journalisme de Tours. Il débute à la télévision en réalisant des reportages d'actualité pour les différentes stations régionales de France 3. Il participe au lancement du Journal des journaux de France 3 Sat en 1996, puis au lancement de la chaîne « Régions » de France 3 en mai 1998, où il occupe successivement les postes de journaliste-rédacteur, responsable d'édition, présentateur des flashs d'information et présentateur de l'émission 7 en France en alternance avec Laurent Luyat.
En parallèle, il est reporter pour le magazine Turbo sur M6. À partir de l'été 2000, il collabore à TV5 comme présentateur des journaux.
À la rentrée 2001, il participe au lancement du 12/14 de France 3 Nord-Pas-de-Calais Picardie. Il en devient le rédacteur en chef et le présentateur à la rentrée 2003. En mars 2006, il est nommé rédacteur en chef adjoint de la station régionale de France 3 Bourgogne où il présente aussi des émissions spéciales.
Après plusieurs remplacements comme présentateur à la rédaction nationale de France 3, à l'été 2008, il présente le Soir 3, lorsque la titulaire habituelle, Carole Gaessler, est en congé. Il succède ainsi à Yann Gonon, parti pour une chaîne de télévision marocaine.
En mars 2009, Cédric Faiche rejoint la rédaction de la chaine d'information en continu BFM TV. Rédacteur en chef le week-end, il remplace régulièrement les présentateurs de la chaîne en tant que joker à partir d'avril 2009. Il devient ensuite consultant aux États-Unis de 2017 à 2024 puis journaliste reporter pour la matinale de la chaîne.
Il quitte BFM TV en 2025.